# Nuttalliella
Nuttalliella Bedford, 1931 é um género monotípico de carraças pertencentes à família Nuttalliellidae da ordem Ixodida, com distribuição natural no sueste e sul da África, da Tanzânia à Namíbia e África do Sul. Inclui apenas a espécie Nuttalliella namaqua, considerada um fóssil vivo e última representante da mais basal das linhagens de carrapatos. Distingue-se dos carrapatos pertencentes às famílias Ixodidae e Argasidae por uma combinação de características que inclui a posição dos stigmata, a falta de setae, o integumento fortemente corrugado e a forma das placas fenestradas.